# Liste des anciennes communes de l'Eure
Cette page a pour objectif de retracer toutes les modifications communales dans le département de l'Eure : les anciennes communes qui ont existé depuis la Révolution française, ainsi que les créations, les modifications officielles de nom, ainsi que les échanges de territoires entre communes.
Comme dans toute la Normandie, le département a été, dès la Révolution, composé d'un maillage communal fin : le nombre de communes était alors proche de 900, puis 840 en 1800. Très vite, le nombre va se réduire, certaines communes ne comptant que quelques dizaines d'habitants seulement : une première vague de regroupements s'observe avant 1810, puis une autre vague bien plus prononcée dans les années 1840. Le nombre de communes est alors ramené à 700. Ce nombre va rester figé durant plus d'un siècle avant qu'un timide mouvement de fusions ne réapparaisse avant même la loi Marcellin dans les années 1970, qui ne va pas susciter de réel engouement. À l'inverse, la loi NOTRe en 2010 va avoir un impact prononcé : 37 communes nouvelles vont voir le jour réduisant le nombre de collectivités de près d'une centaine d'unités. Certaines de ces communes nouvelles ont regroupé un grand nombre de communes historiques à l'image de Vexin-sur-Epte ou de Mesnil-en-Ouche. D'autres se sont formées en plusieurs étapes comme Thénouville ou Mesnils-sur-Iton. Aujourd'hui, le département compte 585 communes (au 1er janvier 2025).
Pour l'anecdote, le département ne va observer qu'une seule création de commune au cours de ses 200 années d'existence : la ville nouvelle du Vaudreuil.

## Transfert vers un autre département
| Département d'origine | Département de rattachement | Commune concernée        | Décision              |
| --------------------- | --------------------------- | ------------------------ | --------------------- |
| EURE                  | Seine-Inférieure            | Saint-Pierre-de-Liéroult | 22 juillet 1837 (Loi) |

## Fusions
| Nom de la nouvelle commune  | Communes réunies                                           | Régime | Date (et nature) de la décision                     | Date d'effet                   |
| --------------------------- | ---------------------------------------------------------- | --- | --------------------------------------------------- | ------------------------------ |
| Le Perrey                   | Fourmetot                                                  | commune nouvelle (avec communes déléguées) | 21 décembre 2018 (Arrêté)                           | 1er janvier 2019               |
| Le Perrey                   | Saint-Ouen-des-Champs                                      | commune nouvelle (avec communes déléguées) | 21 décembre 2018 (Arrêté)                           | 1er janvier 2019               |
| Le Perrey                   | Saint-Thurien                                              | commune nouvelle (avec communes déléguées) | 21 décembre 2018 (Arrêté)                           | 1er janvier 2019               |
| La Vieille-Lyre             | La Vieille-Lyre                                            | commune nouvelle (avec une seule commune déléguée depuis le 13-11-2020 : Champignolles)                                                         | 7 décembre 2018 (Arrêté)                            | 1er janvier 2019               |
| La Vieille-Lyre             | Champignolles                                              | commune nouvelle (avec une seule commune déléguée depuis le 13-11-2020 : Champignolles)                                                         | 7 décembre 2018 (Arrêté)                            | 1er janvier 2019               |
| Frenelles-en-Vexin          | Boisemont                                                  | commune nouvelle (avec communes déléguées) | 27 novembre 2018 (Arrêté)                           | 1er janvier 2019               |
| Frenelles-en-Vexin          | Corny                                                      | commune nouvelle (avec communes déléguées) | 27 novembre 2018 (Arrêté)                           | 1er janvier 2019               |
| Frenelles-en-Vexin          | Fresne-l'Archevêque                                        | commune nouvelle (avec communes déléguées) | 27 novembre 2018 (Arrêté)                           | 1er janvier 2019               |
| Mesnils-sur-Iton            | Mesnils-sur-Iton                                           | commune nouvelle (avec une seule commune déléguée depuis le 1-6-2022 : Condé-sur-Iton)                                                          | 20 novembre 2018 (Arrêté) 10 décembre 2018 (Arrêté) | 1er janvier 2019               |
| Mesnils-sur-Iton            | Buis-sur-Damville                                          | commune nouvelle (avec une seule commune déléguée depuis le 1-6-2022 : Condé-sur-Iton)                                                          | 20 novembre 2018 (Arrêté) 10 décembre 2018 (Arrêté) | 1er janvier 2019               |
| Mesnils-sur-Iton            | Grandvilliers                                              | commune nouvelle (avec une seule commune déléguée depuis le 1-6-2022 : Condé-sur-Iton)                                                          | 20 novembre 2018 (Arrêté) 10 décembre 2018 (Arrêté) | 1er janvier 2019               |
| Mesnils-sur-Iton            | Roman                                                      | commune nouvelle (avec une seule commune déléguée depuis le 1-6-2022 : Condé-sur-Iton)                                                          | 20 novembre 2018 (Arrêté) 10 décembre 2018 (Arrêté) | 1er janvier 2019               |
| Le Mesnil-Saint-Jean        | Saint-Georges-du-Mesnil                                    | commune nouvelle (SANS communes déléguées depuis le 23-1-2021)                                                                                  | 25 septembre 2018 (Arrêté)                          | 1er janvier 2019               |
| Le Mesnil-Saint-Jean        | Saint-Jean-de-la-Léqueraye                                 | commune nouvelle (SANS communes déléguées depuis le 23-1-2021)                                                                                  | 25 septembre 2018 (Arrêté)                          | 1er janvier 2019               |
| Treis-Sants-en-Ouche        | Saint-Aubin-le-Vertueux                                    | commune nouvelle (avec communes déléguées) | 25 septembre 2018 (Arrêté)                          | 1er janvier 2019               |
| Treis-Sants-en-Ouche        | Saint-Clair-d'Arcey                                        | commune nouvelle (avec communes déléguées) | 25 septembre 2018 (Arrêté)                          | 1er janvier 2019               |
| Treis-Sants-en-Ouche        | Saint-Quentin-des-Isles                                    | commune nouvelle (avec communes déléguées) | 25 septembre 2018 (Arrêté)                          | 1er janvier 2019               |
| Pont-Audemer                | Pont-Audemer                                               | commune nouvelle (SANS communes déléguées depuis le 14-12-2020)                                                                                 | 6 décembre 2017 (Arrêté)                            | 1er janvier 2018               |
| Pont-Audemer                | Saint-Germain-Village                                      | commune nouvelle (SANS communes déléguées depuis le 14-12-2020)                                                                                 | 6 décembre 2017 (Arrêté)                            | 1er janvier 2018               |
| Porte-de-Seine              | Porte-Joie                                                 | commune nouvelle (avec communes déléguées) | 6 décembre 2017 (Arrêté)                            | 1er janvier 2018               |
| Porte-de-Seine              | Tournedos-sur-Seine                                        | commune nouvelle (avec communes déléguées) | 6 décembre 2017 (Arrêté)                            | 1er janvier 2018               |
| Goupil-Othon                | Goupillières                                               | commune nouvelle (SANS communes déléguées depuis le 1-3-2020)                                                                                   | 21 septembre 2017 (Arrêté)                          | 1er janvier 2018               |
| Goupil-Othon                | Le Tilleul-Othon                                           | commune nouvelle (SANS communes déléguées depuis le 1-3-2020)                                                                                   | 21 septembre 2017 (Arrêté)                          | 1er janvier 2018               |
| Thénouville                 | Thénouville                                                | commune nouvelle (SANS communes déléguées depuis le 1-1-2021)                                                                                   | 21 septembre 2017 (Arrêté)                          | 1er janvier 2018               |
| Thénouville                 | Touville                                                   | commune nouvelle (SANS communes déléguées depuis le 1-1-2021)                                                                                   | 21 septembre 2017 (Arrêté)                          | 1er janvier 2018               |
| Le Val-Doré                 | Orvaux                                                     | commune nouvelle (SANS communes déléguées depuis le 28-5-2020, puis du 1-1-2022 pour Orvaux)                                                    | 21 septembre 2017 (Arrêté)                          | 1er janvier 2018               |
| Le Val-Doré                 | Le Fresne                                                  | commune nouvelle (SANS communes déléguées depuis le 28-5-2020, puis du 1-1-2022 pour Orvaux)                                                    | 21 septembre 2017 (Arrêté)                          | 1er janvier 2018               |
| Le Val-Doré                 | Le Mesnil-Hardray                                          | commune nouvelle (SANS communes déléguées depuis le 28-5-2020, puis du 1-1-2022 pour Orvaux)                                                    | 21 septembre 2017 (Arrêté)                          | 1er janvier 2018               |
| Terres de Bord              | Montaure                                                   | commune nouvelle (avec communes déléguées) | 16 décembre 2016 (Arrêté)                           | 1er janvier 2017               |
| Terres de Bord              | Tostes                                                     | commune nouvelle (avec communes déléguées) | 16 décembre 2016 (Arrêté)                           | 1er janvier 2017               |
| Bosroumois                  | Le Bosc-Roger-en-Roumois                                   | commune nouvelle (SANS communes déléguées depuis le 1-1-2023)                                                                                   | 3 août 2016 (Arrêté)                                | 1er janvier 2017               |
| Bosroumois                  | Bosnormand                                                 | commune nouvelle (SANS communes déléguées depuis le 1-1-2023)                                                                                   | 3 août 2016 (Arrêté)                                | 1er janvier 2017               |
| La Chapelle-Longueville     | Saint-Just                                                 | commune nouvelle (SANS communes déléguées depuis le 9-12-2020)                                                                                  | 3 août 2016 (Arrêté)                                | 1er janvier 2017               |
| La Chapelle-Longueville     | La Chapelle-Réanville                                      | commune nouvelle (SANS communes déléguées depuis le 9-12-2020)                                                                                  | 3 août 2016 (Arrêté)                                | 1er janvier 2017               |
| La Chapelle-Longueville     | Saint-Pierre-d'Autils                                      | commune nouvelle (SANS communes déléguées depuis le 9-12-2020)                                                                                  | 3 août 2016 (Arrêté)                                | 1er janvier 2017               |
| Les Monts du Roumois        | Berville-en-Roumois                                        | commune nouvelle (avec communes déléguées) | 3 août 2016 (Arrêté)                                | 1er janvier 2017               |
| Les Monts du Roumois        | Bosguérard-de-Marcouville                                  | commune nouvelle (avec communes déléguées) | 3 août 2016 (Arrêté)                                | 1er janvier 2017               |
| Les Monts du Roumois        | Houlbec-près-le-Gros-Theil                                 | commune nouvelle (avec communes déléguées) | 3 août 2016 (Arrêté)                                | 1er janvier 2017               |
| Nassandres sur Risle        | Nassandres                                                 | commune nouvelle (avec communes déléguées) | 3 août 2016 (Arrêté)                                | 1er janvier 2017               |
| Nassandres sur Risle        | Carsix                                                     | commune nouvelle (avec communes déléguées) | 3 août 2016 (Arrêté)                                | 1er janvier 2017               |
| Nassandres sur Risle        | Fontaine-la-Soret                                          | commune nouvelle (avec communes déléguées) | 3 août 2016 (Arrêté)                                | 1er janvier 2017               |
| Nassandres sur Risle        | Perriers-la-Campagne                                       | commune nouvelle (avec communes déléguées) | 3 août 2016 (Arrêté)                                | 1er janvier 2017               |
| Pacy-sur-Eure               | Pacy-sur-Eure                                              | commune nouvelle (avec communes déléguées) | 3 août 2016 (Arrêté)                                | 1er janvier 2017               |
| Pacy-sur-Eure               | Saint-Aquilin-de-Pacy                                      | commune nouvelle (avec communes déléguées) | 3 août 2016 (Arrêté)                                | 1er janvier 2017               |
| Thénouville                 | Bosc-Renoult-en-Roumois                                    | commune nouvelle (SANS communes déléguées depuis le 1-1-2021)                                                                                   | 3 août 2016 (Arrêté)                                | 1er janvier 2017               |
| Thénouville                 | Theillement                                                | commune nouvelle (SANS communes déléguées depuis le 1-1-2021)                                                                                   | 3 août 2016 (Arrêté)                                | 1er janvier 2017               |
| Les Trois Lacs              | Venables                                                   | commune nouvelle (SANS communes déléguées depuis le 1-1-2021)                                                                                   | 3 août 2016 (Arrêté)                                | 1er janvier 2017               |
| Les Trois Lacs              | Bernières-sur-Seine                                        | commune nouvelle (SANS communes déléguées depuis le 1-1-2021)                                                                                   | 3 août 2016 (Arrêté)                                | 1er janvier 2017               |
| Les Trois Lacs              | Tosny                                                      | commune nouvelle (SANS communes déléguées depuis le 1-1-2021)                                                                                   | 3 août 2016 (Arrêté)                                | 1er janvier 2017               |
| Val d'Orger                 | Grainville                                                 | commune nouvelle (avec communes déléguées) | 3 août 2016 (Arrêté)                                | 1er janvier 2017               |
| Val d'Orger                 | Gaillardbois-Cressenville                                  | commune nouvelle (avec communes déléguées) | 3 août 2016 (Arrêté)                                | 1er janvier 2017               |
| Verneuil d'Avre et d'Iton   | Verneuil-sur-Avre                                          | commune nouvelle (avec communes déléguées) | 3 août 2016 (Arrêté)                                | 1er janvier 2017               |
| Verneuil d'Avre et d'Iton   | Francheville                                               | commune nouvelle (avec communes déléguées) | 3 août 2016 (Arrêté)                                | 1er janvier 2017               |
| La Baronnie                 | Garencières                                                | commune nouvelle (avec communes déléguées) | 17 décembre 2015 (Arrêté)                           | 1er janvier 2016               |
| La Baronnie                 | Quessigny                                                  | commune nouvelle (avec communes déléguées) | 17 décembre 2015 (Arrêté)                           | 1er janvier 2016               |
| Le Bosc du Theil            | Le Gros-Theil                                              | commune nouvelle (SANS communes déléguées depuis le 1-3-2020)                                                                                   | 17 décembre 2015 (Arrêté)                           | 1er janvier 2016               |
| Le Bosc du Theil            | Saint-Nicolas-du-Bosc                                      | commune nouvelle (SANS communes déléguées depuis le 1-3-2020)                                                                                   | 17 décembre 2015 (Arrêté)                           | 1er janvier 2016               |
| Le Val d'Hazey              | Aubevoye                                                   | commune nouvelle (avec communes déléguées) | 17 décembre 2015 (Arrêté)                           | 1er janvier 2016               |
| Le Val d'Hazey              | Sainte-Barbe-sur-Gaillon                                   | commune nouvelle (avec communes déléguées) | 17 décembre 2015 (Arrêté)                           | 1er janvier 2016               |
| Le Val d'Hazey              | Vieux-Villez                                               | commune nouvelle (avec communes déléguées) | 17 décembre 2015 (Arrêté)                           | 1er janvier 2016               |
| Breteuil                    | Breteuil                                                   | commune nouvelle (avec communes déléguées) | 9 décembre 2015 (Arrêté)                            | 1er janvier 2016               |
| Breteuil                    | Cintray                                                    | commune nouvelle (avec communes déléguées) | 9 décembre 2015 (Arrêté)                            | 1er janvier 2016               |
| Breteuil                    | La Guéroulde                                               | commune nouvelle (avec communes déléguées) | 9 décembre 2015 (Arrêté)                            | 1er janvier 2016               |
| Grand Bourgtheroulde        | Bourgtheroulde-Infreville                                  | commune nouvelle (SANS communes déléguées depuis le 31-12-2019)                                                                                 | 9 décembre 2015 (Arrêté)                            | 1er janvier 2016               |
| Grand Bourgtheroulde        | Bosc-Bénard-Commin                                         | commune nouvelle (SANS communes déléguées depuis le 31-12-2019)                                                                                 | 9 décembre 2015 (Arrêté)                            | 1er janvier 2016               |
| Grand Bourgtheroulde        | Thuit-Hébert                                               | commune nouvelle (SANS communes déléguées depuis le 31-12-2019)                                                                                 | 9 décembre 2015 (Arrêté)                            | 1er janvier 2016               |
| Mesnil-en-Ouche             | Beaumesnil                                                 | commune nouvelle (avec communes déléguées) | 9 décembre 2015 (Arrêté)                            | 1er janvier 2016               |
| Mesnil-en-Ouche             | Ajou                                                       | commune nouvelle (avec communes déléguées) | 9 décembre 2015 (Arrêté)                            | 1er janvier 2016               |
| Mesnil-en-Ouche             | La Barre-en-Ouche                                          | commune nouvelle (avec communes déléguées) | 9 décembre 2015 (Arrêté)                            | 1er janvier 2016               |
| Mesnil-en-Ouche             | Bosc-Renoult-en-Ouche                                      | commune nouvelle (avec communes déléguées) | 9 décembre 2015 (Arrêté)                            | 1er janvier 2016               |
| Mesnil-en-Ouche             | Épinay                                                     | commune nouvelle (avec communes déléguées) | 9 décembre 2015 (Arrêté)                            | 1er janvier 2016               |
| Mesnil-en-Ouche             | Gisay-la-Coudre                                            | commune nouvelle (avec communes déléguées) | 9 décembre 2015 (Arrêté)                            | 1er janvier 2016               |
| Mesnil-en-Ouche             | Gouttières                                                 | commune nouvelle (avec communes déléguées) | 9 décembre 2015 (Arrêté)                            | 1er janvier 2016               |
| Mesnil-en-Ouche             | Granchain                                                  | commune nouvelle (avec communes déléguées) | 9 décembre 2015 (Arrêté)                            | 1er janvier 2016               |
| Mesnil-en-Ouche             | Jonquerets-de-Livet                                        | commune nouvelle (avec communes déléguées) | 9 décembre 2015 (Arrêté)                            | 1er janvier 2016               |
| Mesnil-en-Ouche             | Landepéreuse                                               | commune nouvelle (avec communes déléguées) | 9 décembre 2015 (Arrêté)                            | 1er janvier 2016               |
| Mesnil-en-Ouche             | La Roussière                                               | commune nouvelle (avec communes déléguées) | 9 décembre 2015 (Arrêté)                            | 1er janvier 2016               |
| Mesnil-en-Ouche             | Saint-Aubin-des-Hayes                                      | commune nouvelle (avec communes déléguées) | 9 décembre 2015 (Arrêté)                            | 1er janvier 2016               |
| Mesnil-en-Ouche             | Saint-Aubin-le-Guichard                                    | commune nouvelle (avec communes déléguées) | 9 décembre 2015 (Arrêté)                            | 1er janvier 2016               |
| Mesnil-en-Ouche             | Saint-Pierre-du-Mesnil                                     | commune nouvelle (avec communes déléguées) | 9 décembre 2015 (Arrêté)                            | 1er janvier 2016               |
| Mesnil-en-Ouche             | Sainte-Marguerite-en-Ouche                                 | commune nouvelle (avec communes déléguées) | 9 décembre 2015 (Arrêté)                            | 1er janvier 2016               |
| Mesnil-en-Ouche             | Thevray                                                    | commune nouvelle (avec communes déléguées) | 9 décembre 2015 (Arrêté)                            | 1er janvier 2016               |
| Clef Vallée d'Eure          | La Croix-Saint-Leufroy                                     | commune nouvelle (SANS communes déléguées depuis le 7-5-2021)                                                                                   | 4 décembre 2015 (Arrêté)                            | 1er janvier 2016               |
| Clef Vallée d'Eure          | Écardenville-sur-Eure                                      | commune nouvelle (SANS communes déléguées depuis le 7-5-2021)                                                                                   | 4 décembre 2015 (Arrêté)                            | 1er janvier 2016               |
| Clef Vallée d'Eure          | Fontaine-Heudebourg                                        | commune nouvelle (SANS communes déléguées depuis le 7-5-2021)                                                                                   | 4 décembre 2015 (Arrêté)                            | 1er janvier 2016               |
| Le Lesme                    | Sainte-Marguerite-de-l'Autel                               | commune nouvelle (SANS communes déléguées depuis le 1-7-2017)                                                                                   | 4 décembre 2015 (Arrêté)                            | 1er janvier 2016               |
| Le Lesme                    | Guernanville                                               | commune nouvelle (SANS communes déléguées depuis le 1-7-2017)                                                                                   | 4 décembre 2015 (Arrêté)                            | 1er janvier 2016               |
| Vexin-sur-Epte              | Écos                                                       | commune nouvelle (avec communes déléguées) (suppression de 3 communes déléguées le 1-1-2023 : celles de Cahaignes, Civières, et Fours-en-Vexin) | 4 décembre 2015 (Arrêté)                            | 1er janvier 2016               |
| Vexin-sur-Epte              | Berthenonville                                             | commune nouvelle (avec communes déléguées) (suppression de 3 communes déléguées le 1-1-2023 : celles de Cahaignes, Civières, et Fours-en-Vexin) | 4 décembre 2015 (Arrêté)                            | 1er janvier 2016               |
| Vexin-sur-Epte              | Bus-Saint-Rémy                                             | commune nouvelle (avec communes déléguées) (suppression de 3 communes déléguées le 1-1-2023 : celles de Cahaignes, Civières, et Fours-en-Vexin) | 4 décembre 2015 (Arrêté)                            | 1er janvier 2016               |
| Vexin-sur-Epte              | Cahaignes                                                  | commune nouvelle (avec communes déléguées) (suppression de 3 communes déléguées le 1-1-2023 : celles de Cahaignes, Civières, et Fours-en-Vexin) | 4 décembre 2015 (Arrêté)                            | 1er janvier 2016               |
| Vexin-sur-Epte              | Cantiers                                                   | commune nouvelle (avec communes déléguées) (suppression de 3 communes déléguées le 1-1-2023 : celles de Cahaignes, Civières, et Fours-en-Vexin) | 4 décembre 2015 (Arrêté)                            | 1er janvier 2016               |
| Vexin-sur-Epte              | Civières                                                   | commune nouvelle (avec communes déléguées) (suppression de 3 communes déléguées le 1-1-2023 : celles de Cahaignes, Civières, et Fours-en-Vexin) | 4 décembre 2015 (Arrêté)                            | 1er janvier 2016               |
| Vexin-sur-Epte              | Dampsmesnil                                                | commune nouvelle (avec communes déléguées) (suppression de 3 communes déléguées le 1-1-2023 : celles de Cahaignes, Civières, et Fours-en-Vexin) | 4 décembre 2015 (Arrêté)                            | 1er janvier 2016               |
| Vexin-sur-Epte              | Fontenay-en-Vexin                                          | commune nouvelle (avec communes déléguées) (suppression de 3 communes déléguées le 1-1-2023 : celles de Cahaignes, Civières, et Fours-en-Vexin) | 4 décembre 2015 (Arrêté)                            | 1er janvier 2016               |
| Vexin-sur-Epte              | Forêt-la-Folie                                             | commune nouvelle (avec communes déléguées) (suppression de 3 communes déléguées le 1-1-2023 : celles de Cahaignes, Civières, et Fours-en-Vexin) | 4 décembre 2015 (Arrêté)                            | 1er janvier 2016               |
| Vexin-sur-Epte              | Fourges                                                    | commune nouvelle (avec communes déléguées) (suppression de 3 communes déléguées le 1-1-2023 : celles de Cahaignes, Civières, et Fours-en-Vexin) | 4 décembre 2015 (Arrêté)                            | 1er janvier 2016               |
| Vexin-sur-Epte              | Fours-en-Vexin                                             | commune nouvelle (avec communes déléguées) (suppression de 3 communes déléguées le 1-1-2023 : celles de Cahaignes, Civières, et Fours-en-Vexin) | 4 décembre 2015 (Arrêté)                            | 1er janvier 2016               |
| Vexin-sur-Epte              | Guitry                                                     | commune nouvelle (avec communes déléguées) (suppression de 3 communes déléguées le 1-1-2023 : celles de Cahaignes, Civières, et Fours-en-Vexin) | 4 décembre 2015 (Arrêté)                            | 1er janvier 2016               |
| Vexin-sur-Epte              | Panilleuse                                                 | commune nouvelle (avec communes déléguées) (suppression de 3 communes déléguées le 1-1-2023 : celles de Cahaignes, Civières, et Fours-en-Vexin) | 4 décembre 2015 (Arrêté)                            | 1er janvier 2016               |
| Vexin-sur-Epte              | Tourny                                                     | commune nouvelle (avec communes déléguées) (suppression de 3 communes déléguées le 1-1-2023 : celles de Cahaignes, Civières, et Fours-en-Vexin) | 4 décembre 2015 (Arrêté)                            | 1er janvier 2016               |
| Amfreville-Saint-Amand      | Amfreville-la-Campagne                                     | commune nouvelle (avec communes déléguées) | 23 novembre 2015 (Arrêté)                           | 1er janvier 2016               |
| Amfreville-Saint-Amand      | Saint-Amand-des-Hautes-Terres                              | commune nouvelle (avec communes déléguées) | 23 novembre 2015 (Arrêté)                           | 1er janvier 2016               |
| Bourneville-Sainte-Croix    | Bourneville                                                | commune nouvelle (avec communes déléguées) | 23 novembre 2015 (Arrêté)                           | 1er janvier 2016               |
| Bourneville-Sainte-Croix    | Sainte-Croix-sur-Aizier                                    | commune nouvelle (avec communes déléguées) | 23 novembre 2015 (Arrêté)                           | 1er janvier 2016               |
| Chambois                    | Avrilly                                                    | commune nouvelle (SANS communes déléguées depuis le 31-12-2020)                                                                                 | 23 novembre 2015 (Arrêté)                           | 1er janvier 2016               |
| Chambois                    | Corneuil                                                   | commune nouvelle (SANS communes déléguées depuis le 31-12-2020)                                                                                 | 23 novembre 2015 (Arrêté)                           | 1er janvier 2016               |
| Chambois                    | Thomer-la-Sôgne                                            | commune nouvelle (SANS communes déléguées depuis le 31-12-2020)                                                                                 | 23 novembre 2015 (Arrêté)                           | 1er janvier 2016               |
| Marbois                     | Le Chesne                                                  | commune nouvelle (SANS communes déléguées depuis le 15-6-2020)                                                                                  | 23 novembre 2015 (Arrêté)                           | 1er janvier 2016               |
| Marbois                     | Chanteloup                                                 | commune nouvelle (SANS communes déléguées depuis le 15-6-2020)                                                                                  | 23 novembre 2015 (Arrêté)                           | 1er janvier 2016               |
| Marbois                     | Les Essarts                                                | commune nouvelle (SANS communes déléguées depuis le 15-6-2020)                                                                                  | 23 novembre 2015 (Arrêté)                           | 1er janvier 2016               |
| Marbois                     | Saint-Denis-du-Béhélan                                     | commune nouvelle (SANS communes déléguées depuis le 15-6-2020)                                                                                  | 23 novembre 2015 (Arrêté)                           | 1er janvier 2016               |
| Mesnils-sur-Iton            | Damville                                                   | commune nouvelle (avec une seule commune déléguée depuis le 1-6-2022 : Condé-sur-Iton)                                                          | 23 novembre 2015 (Arrêté)                           | 1er janvier 2016               |
| Mesnils-sur-Iton            | Condé-sur-Iton                                             | commune nouvelle (avec une seule commune déléguée depuis le 1-6-2022 : Condé-sur-Iton)                                                          | 23 novembre 2015 (Arrêté)                           | 1er janvier 2016               |
| Mesnils-sur-Iton            | Gouville                                                   | commune nouvelle (avec une seule commune déléguée depuis le 1-6-2022 : Condé-sur-Iton)                                                          | 23 novembre 2015 (Arrêté)                           | 1er janvier 2016               |
| Mesnils-sur-Iton            | Manthelon                                                  | commune nouvelle (avec une seule commune déléguée depuis le 1-6-2022 : Condé-sur-Iton)                                                          | 23 novembre 2015 (Arrêté)                           | 1er janvier 2016               |
| Mesnils-sur-Iton            | Le Roncenay-Authenay                                       | commune nouvelle (avec une seule commune déléguée depuis le 1-6-2022 : Condé-sur-Iton)                                                          | 23 novembre 2015 (Arrêté)                           | 1er janvier 2016               |
| Mesnils-sur-Iton            | Le Sacq                                                    | commune nouvelle (avec une seule commune déléguée depuis le 1-6-2022 : Condé-sur-Iton)                                                          | 23 novembre 2015 (Arrêté)                           | 1er janvier 2016               |
| Sainte-Marie-d'Attez        | Saint-Ouen-d'Attez                                         | commune nouvelle (avec communes déléguées) | 23 novembre 2015 (Arrêté)                           | 1er janvier 2016               |
| Sainte-Marie-d'Attez        | Dame-Marie                                                 | commune nouvelle (avec communes déléguées) | 23 novembre 2015 (Arrêté)                           | 1er janvier 2016               |
| Sainte-Marie-d'Attez        | Saint-Nicolas-d'Attez                                      | commune nouvelle (avec communes déléguées) | 23 novembre 2015 (Arrêté)                           | 1er janvier 2016               |
| Flancourt-Crescy-en-Roumois | Bosc-Bénard-Crescy                                         | commune nouvelle (SANS communes déléguées depuis le 13-2-2020)                                                                                  | 14 octobre 2015 (Arrêté)                            | 1er janvier 2016               |
| Flancourt-Crescy-en-Roumois | Épreville-en-Roumois                                       | commune nouvelle (SANS communes déléguées depuis le 13-2-2020)                                                                                  | 14 octobre 2015 (Arrêté)                            | 1er janvier 2016               |
| Flancourt-Crescy-en-Roumois | Flancourt-Catelon                                          | commune nouvelle (SANS communes déléguées depuis le 13-2-2020)                                                                                  | 14 octobre 2015 (Arrêté)                            | 1er janvier 2016               |
| Sylvains-Lès-Moulins        | Sylvains-les-Moulins                                       | commune nouvelle (SANS communes déléguées) | 14 octobre 2015 (Arrêté)                            | 1er janvier 2016               |
| Sylvains-Lès-Moulins        | Villalet                                                   | commune nouvelle (SANS communes déléguées) | 14 octobre 2015 (Arrêté)                            | 1er janvier 2016               |
| Le Thuit de l'Oison         | Le Thuit-Signol                                            | commune nouvelle (SANS communes déléguées depuis le 30-6-2020)                                                                                  | 14 octobre 2015 (Arrêté) 23 novembre 2015 (Arrêté)  | 1er janvier 2016               |
| Le Thuit de l'Oison         | Le Thuit-Anger                                             | commune nouvelle (SANS communes déléguées depuis le 30-6-2020)                                                                                  | 14 octobre 2015 (Arrêté) 23 novembre 2015 (Arrêté)  | 1er janvier 2016               |
| Le Thuit de l'Oison         | Le Thuit-Simer                                             | commune nouvelle (SANS communes déléguées depuis le 30-6-2020)                                                                                  | 14 octobre 2015 (Arrêté) 23 novembre 2015 (Arrêté)  | 1er janvier 2016               |
| Grandvilliers               | Grandvilliers                                              | fusion simple | 9 juin 1995 (Arrêté) 10 juillet 1995 (Arrêté)       | 19 juin 1995                   |
| Grandvilliers               | Hellenvilliers                                             | fusion simple | 9 juin 1995 (Arrêté) 10 juillet 1995 (Arrêté)       | 19 juin 1995                   |
| Droisy                      | Droisy                                                     | fusion simple | 21 juin 1974 (Arrêté),                              | 1er juillet 1974               |
| Droisy                      | Panlatte                                                   | fusion simple | 21 juin 1974 (Arrêté),                              | 1er juillet 1974               |
| Damville                    | Damville                                                   | fusion simple | 10 décembre 1973 (Arrêté)                           | 1er janvier 1974               |
| Damville                    | Les Minières                                               | fusion simple | 10 décembre 1973 (Arrêté)                           | 1er janvier 1974               |
| Bourgtheroulde-Infreville   | Bourgtheroulde                                             | fusion simple | 11 avril 1973 (Arrêté)                              | 1er mai 1973                   |
| Bourgtheroulde-Infreville   | Infreville                                                 | fusion simple | 11 avril 1973 (Arrêté)                              | 1er mai 1973                   |
| Le Roncenay-Authenay        | Authenay                                                   | fusion simple | 30 mars 1973 (Arrêté)                               | 1er avril 1973                 |
| Le Roncenay-Authenay        | Le Roncenay                                                | fusion simple | 30 mars 1973 (Arrêté)                               | 1er avril 1973                 |
| Saint-Denis-le-Ferment      | Saint-Denis-le-Ferment                                     | fusion simple | 12 décembre 1972 (Arrêté)                           | 1er janvier 1973               |
| Saint-Denis-le-Ferment      | Saint-Paër                                                 | fusion simple | 12 décembre 1972 (Arrêté)                           | 1er janvier 1973               |
| Chauvincourt                | Chauvincourt                                               | fusion association | 11 décembre 1972 (Arrêté)                           | 1er janvier 1973               |
| Chauvincourt                | Provemont                                                  | fusion association | 11 décembre 1972 (Arrêté)                           | 1er janvier 1973               |
| Sylvains-les-Moulins        | Villez-Champ-Dominel                                       | fusion simple | 23 août 1972 (Arrêté)                               | 1er octobre 1972               |
| Sylvains-les-Moulins        | Coulonges                                                  | fusion simple | 23 août 1972 (Arrêté)                               | 1er octobre 1972               |
| Caorches-Saint-Nicolas      | Caorches                                                   | fusion simple | 21 février 1972 (Arrêté)                            | 1er juillet 1972               |
| Caorches-Saint-Nicolas      | Saint-Nicolas-du-Bosc-l'Abbé                               | fusion simple | 21 février 1972 (Arrêté)                            | 1er juillet 1972               |
| Buis-sur-Damville           | Morainville-sur-Damville                                   | fusion association (fusion simple depuis le 1-7-1978)                                                                                           | 31 décembre 1971 (Arrêté)                           | 1er janvier 1972               |
| Buis-sur-Damville           | Boissy-sur-Damville                                        | fusion association (fusion simple depuis le 1-7-1978)                                                                                           | 31 décembre 1971 (Arrêté)                           | 1er janvier 1972               |
| Buis-sur-Damville           | Créton                                                     | fusion association (fusion simple depuis le 1-7-1978)                                                                                           | 31 décembre 1971 (Arrêté)                           | 1er janvier 1972               |
| Autheuil-Authouillet        | Authouillet                                                | fusion | 21 décembre 1970 (Arrêté)                           | 1er janvier 1971               |
| Autheuil-Authouillet        | Autheuil                                                   | fusion | 21 décembre 1970 (Arrêté)                           | 1er janvier 1971               |
| Acquigny                    | Acquigny                                                   | fusion | 18 décembre 1970 (Arrêté)                           | 1er janvier 1971               |
| Acquigny                    | Les Planches                                               | fusion | 18 décembre 1970 (Arrêté)                           | 1er janvier 1971               |
| Le Vaudreuil                | Saint-Cyr-du-Vaudreuil                                     | fusion | 8 avril 1969 (Arrêté)                               | 15 avril 1969                  |
| Le Vaudreuil                | Notre-Dame-du-Vaudreuil                                    | fusion | 8 avril 1969 (Arrêté)                               | 15 avril 1969                  |
| Morainville-près-Lieurey    | Morainville-près-Lieurey                                   | fusion | 23 décembre 1964 (Arrêté)                           | 1er janvier 1965               |
| Morainville-près-Lieurey    | Jouveaux                                                   | fusion | 23 décembre 1964 (Arrêté)                           | 1er janvier 1965               |
| Bournainville-Faverolles    | Bournainville                                              | fusion | 14 décembre 1964 (Arrêté)                           | 1er janvier 1965               |
| Bournainville-Faverolles    | Faverolles-les-Mares                                       | fusion | 14 décembre 1964 (Arrêté)                           | 1er janvier 1965               |
| Chamblac                    | Chamblac                                                   | fusion | 12 décembre 1964 (Arrêté)                           | 1er janvier 1965               |
| Chamblac                    | Le Bosc-Morel                                              | fusion | 12 décembre 1964 (Arrêté)                           | 1er janvier 1965               |
| Heubécourt-Haricourt        | Heubécourt                                                 | fusion | 12 décembre 1964 (Arrêté)                           | 1er janvier 1965               |
| Heubécourt-Haricourt        | Haricourt                                                  | fusion | 12 décembre 1964 (Arrêté)                           | 1er janvier 1965               |
| La Lande-Saint-Léger        | La Lande                                                   | fusion | 22 octobre 1964 (Arrêté) 7 décembre 1964 (Arrêté)   | 1er janvier 1965               |
| La Lande-Saint-Léger        | Saint-Léger-sur-Bonneville                                 | fusion | 22 octobre 1964 (Arrêté) 7 décembre 1964 (Arrêté)   | 1er janvier 1965               |
| Neaufles-sur-Risle          | Neaufles-sur-Risle                                         | fusion | 22 juin 1964 (Arrêté)                               | 1er janvier 1965               |
| Neaufles-sur-Risle          | Auvergny                                                   | fusion | 22 juin 1964 (Arrêté)                               | 1er janvier 1965               |
| Les Bottereaux              | Les Bottereaux                                             | fusion | 25 mai 1964 (Arrêté) 18 février 1965 (Arrêté)       | 1er mars 1965                  |
| Les Bottereaux              | Les Frétils                                                | fusion | 25 mai 1964 (Arrêté) 18 février 1965 (Arrêté)       | 1er mars 1965                  |
| Les Bottereaux              | Vaux-sur-Risle                                             | fusion | 25 mai 1964 (Arrêté) 18 février 1965 (Arrêté)       | 1er mars 1965                  |
| Bourgtheroulde              | Bourgtheroulde                                             | fusion | 25 mai 1964 (Arrêté)                                | 1er janvier 1965               |
| Bourgtheroulde              | Boscherville                                               | fusion | 25 mai 1964 (Arrêté)                                | 1er janvier 1965               |
| Montreuil-l'Argillé         | Montreuil-l'Argillé                                        | fusion | 26 décembre 1963 (Arrêté)                           | 1er janvier 1964               |
| Montreuil-l'Argillé         | Saint-Aquilin-d'Augerons                                   | fusion | 26 décembre 1963 (Arrêté)                           | 1er janvier 1964               |
| Pont-Audemer                | Pont-Audemer                                               | fusion | 7 août 1962 (Arrêté)                                | 1er janvier 1963               |
| Pont-Audemer                | Saint-Paul-sur-Risle                                       | fusion | 7 août 1962 (Arrêté)                                | 1er janvier 1963               |
| Nagel-Séez-Mesnil           | Nagel                                                      | fusion | 20 février 1951 (Arrêté)                            | 24 mars 1951                   |
| Nagel-Séez-Mesnil           | Séez-Mesnil                                                | fusion | 20 février 1951 (Arrêté)                            | 24 mars 1951                   |
| La Boissière                | La Boissière                                               | fusion | 19 novembre 1943 (Arrêté)                           | 1er décembre 1943              |
| La Boissière                | Bretagnolles (commune rétablie en 1947)                    | fusion | 19 novembre 1943 (Arrêté)                           | 1er décembre 1943              |
| La Boissière                | Serez (commune rétablie en 1947)                           | fusion | 19 novembre 1943 (Arrêté)                           | 1er décembre 1943              |
| Saint-Siméon                | Saint-Siméon                                               | fusion | 3 décembre 1856 (Décret)                            | 3 décembre 1856 (Décret)       |
| Saint-Siméon                | La Chapelle-Becquet                                        | fusion | 3 décembre 1856 (Décret)                            | 3 décembre 1856 (Décret)       |
| Honguemare-Guenouville      | Honguemare                                                 | fusion | 29 août 1855 (Décret)                               | 29 août 1855 (Décret)          |
| Honguemare-Guenouville      | Guenouville                                                | fusion | 29 août 1855 (Décret)                               | 29 août 1855 (Décret)          |
| Asnières                    | Saint-Gervais-d'Asnières                                   | fusion | 5 octobre 1854 (Décret)                             | 5 octobre 1854 (Décret)        |
| Asnières                    | Saint-Jean-d'Asnières                                      | fusion | 5 octobre 1854 (Décret)                             | 5 octobre 1854 (Décret)        |
| Amfreville-sous-les-Monts   | Amfreville-sous-les-Monts                                  | fusion | 29 juin 1854 (Loi)                                  | 29 juin 1854 (Loi)             |
| Amfreville-sous-les-Monts   | Senneville (une partie) (le bourg de Senneville)           | fusion | 29 juin 1854 (Loi)                                  | 29 juin 1854 (Loi)             |
| Flipou                      | Flipou                                                     | fusion | 29 juin 1854 (Loi)                                  | 29 juin 1854 (Loi)             |
| Flipou                      | Senneville (une partie) (l'ancienne commune d'Orgeville)   | fusion | 29 juin 1854 (Loi)                                  | 29 juin 1854 (Loi)             |
| Saint-Léger-de-Rôtes        | Saint-Léger-du-Boscdel                                     | fusion | 4 août 1846 (Ordonnance)                            | 4 août 1846 (Ordonnance)       |
| Saint-Léger-de-Rôtes        | Rostes                                                     | fusion | 4 août 1846 (Ordonnance)                            | 4 août 1846 (Ordonnance)       |
| Villez-Champ-Dominel        | Villez (canton de Damville)                                | fusion | 4 août 1846 (Ordonnance)                            | 4 août 1846 (Ordonnance)       |
| Villez-Champ-Dominel        | Champ-Dominel                                              | fusion | 4 août 1846 (Ordonnance)                            | 4 août 1846 (Ordonnance)       |
| Bourg-Beaudouin             | Bourg-Beaudouin                                            | fusion | 25 juillet 1846 (Ordonnance)                        | 25 juillet 1846 (Ordonnance)   |
| Bourg-Beaudouin             | Renneville                                                 | fusion | 25 juillet 1846 (Ordonnance)                        | 25 juillet 1846 (Ordonnance)   |
| Romilly-la-Puthenaye        | Romilly-près-Bougy                                         | fusion | 23 juin 1846 (Ordonnance)                           | 23 juin 1846 (Ordonnance)      |
| Romilly-la-Puthenaye        | Bougy                                                      | fusion | 23 juin 1846 (Ordonnance)                           | 23 juin 1846 (Ordonnance)      |
| Romilly-la-Puthenaye        | La Puthenaye                                               | fusion | 23 juin 1846 (Ordonnance)                           | 23 juin 1846 (Ordonnance)      |
| Saint-Pierre-de-Cernières   | Saint-Pierre-de-Cernières                                  | fusion | 17 mai 1846 (Loi)                                   | 17 mai 1846 (Loi)              |
| Saint-Pierre-de-Cernières   | Saint-Martin-de-Cernières                                  | fusion | 17 mai 1846 (Loi)                                   | 17 mai 1846 (Loi)              |
| La Saussaye                 | Saint-Martin-la-Corneille                                  | fusion | 17 mai 1846 (Loi)                                   | 17 mai 1846 (Loi)              |
| La Saussaye                 | Saint-Nicolas-du-Bosc-Asselin                              | fusion | 17 mai 1846 (Loi)                                   | 17 mai 1846 (Loi)              |
| Bouquetot                   | Bouquetot                                                  | fusion | 8 mars 1846 (Ordonnance)                            | 8 mars 1846 (Ordonnance)       |
| Bouquetot                   | Saint-Michel-de-la-Haye                                    | fusion | 8 mars 1846 (Ordonnance)                            | 8 mars 1846 (Ordonnance)       |
| Bouquetot                   | Saint-Paul-de-la-Haye                                      | fusion | 8 mars 1846 (Ordonnance)                            | 8 mars 1846 (Ordonnance)       |
| Flancourt                   | Flancourt                                                  | fusion | 8 mars 1846 (Ordonnance)                            | 8 mars 1846 (Ordonnance)       |
| Flancourt                   | Catelon                                                    | fusion | 8 mars 1846 (Ordonnance)                            | 8 mars 1846 (Ordonnance)       |
| Le Plessis-Sainte-Opportune | Le Plessis-Mahiet                                          | fusion | 8 mars 1846 (Ordonnance)                            | 8 mars 1846 (Ordonnance)       |
| Le Plessis-Sainte-Opportune | Sainte-Opportune-la-Campagne                               | fusion | 8 mars 1846 (Ordonnance)                            | 8 mars 1846 (Ordonnance)       |
| Vandrimare                  | Vandrimare                                                 | fusion | 8 mars 1846 (Ordonnance)                            | 8 mars 1846 (Ordonnance)       |
| Vandrimare                  | Le Fayel                                                   | fusion | 8 mars 1846 (Ordonnance)                            | 8 mars 1846 (Ordonnance)       |
| Vandrimare                  | Gournets                                                   | fusion | 8 mars 1846 (Ordonnance)                            | 8 mars 1846 (Ordonnance)       |
| Mousseaux-Neuville          | Mousseaux (canton de Saint-André)                          | fusion | 7 septembre 1845 (Ordonnance)                       | 7 septembre 1845 (Ordonnance)  |
| Mousseaux-Neuville          | Neuville-le-Comte                                          | fusion | 7 septembre 1845 (Ordonnance)                       | 7 septembre 1845 (Ordonnance)  |
| Mousseaux-Neuville          | La Neuvillette                                             | fusion | 7 septembre 1845 (Ordonnance)                       | 7 septembre 1845 (Ordonnance)  |
| Arnières                    | Arnières                                                   | fusion | 8 août 1845 (Ordonnance)                            | 8 août 1845 (Ordonnance)       |
| Arnières                    | Bérengeville-la-Rivière                                    | fusion | 8 août 1845 (Ordonnance)                            | 8 août 1845 (Ordonnance)       |
| Chavigny-Bailleul           | Chavigny                                                   | fusion | 9 juillet 1845 (Loi)                                | 9 juillet 1845 (Loi)           |
| Chavigny-Bailleul           | Bailleul                                                   | fusion | 9 juillet 1845 (Loi)                                | 9 juillet 1845 (Loi)           |
| Claville                    | Claville                                                   | fusion | 9 juillet 1845 (Loi)                                | 9 juillet 1845 (Loi)           |
| Claville                    | Neuville                                                   | fusion | 9 juillet 1845 (Loi)                                | 9 juillet 1845 (Loi)           |
| Crosville-la-Vieille        | Crosville-la-Vieille                                       | fusion | 9 juillet 1845 (Loi)                                | 9 juillet 1845 (Loi)           |
| Crosville-la-Vieille        | La Salle-Coquerel                                          | fusion | 9 juillet 1845 (Loi)                                | 9 juillet 1845 (Loi)           |
| Gaillardbois-Cressenville   | Gaillardbois                                               | fusion | 14 juin 1845 (Ordonnance)                           | 14 juin 1845 (Ordonnance)      |
| Gaillardbois-Cressenville   | Cressenville                                               | fusion | 14 juin 1845 (Ordonnance)                           | 14 juin 1845 (Ordonnance)      |
| Bézu-Saint-Éloi             | Bézu-le-Long                                               | fusion | 4 juin 1845 (Loi)                                   | 4 juin 1845 (Loi)              |
| Bézu-Saint-Éloi             | Saint-Éloi                                                 | fusion | 4 juin 1845 (Loi)                                   | 4 juin 1845 (Loi)              |
| Beaumesnil                  | Beaumesnil                                                 | fusion | 16 mai 1845 (Ordonnance)                            | 16 mai 1845 (Ordonnance)       |
| Beaumesnil                  | Pierre-Ronde                                               | fusion | 16 mai 1845 (Ordonnance)                            | 16 mai 1845 (Ordonnance)       |
| Fontaine-la-Louvet          | Fontaine-la-Louvet                                         | fusion | 16 mai 1845 (Ordonnance)                            | 16 mai 1845 (Ordonnance)       |
| Fontaine-la-Louvet          | Fontenelles                                                | fusion | 16 mai 1845 (Ordonnance)                            | 16 mai 1845 (Ordonnance)       |
| Fontaine-la-Louvet          | Saint-Léger-de-Glatigny                                    | fusion | 16 mai 1845 (Ordonnance)                            | 16 mai 1845 (Ordonnance)       |
| Roman                       | Roman                                                      | fusion | 16 mai 1845 (Ordonnance)                            | 16 mai 1845 (Ordonnance)       |
| Roman                       | Blanday                                                    | fusion | 16 mai 1845 (Ordonnance)                            | 16 mai 1845 (Ordonnance)       |
| Tournedos-Bois-Hubert       | Tournedos                                                  | fusion | 16 mai 1845 (Ordonnance)                            | 16 mai 1845 (Ordonnance)       |
| Tournedos-Bois-Hubert       | Bois-Hubert                                                | fusion | 16 mai 1845 (Ordonnance)                            | 16 mai 1845 (Ordonnance)       |
| Breuilpont                  | Breuilpont                                                 | fusion | 8 mai 1845 (Ordonnance)                             | 8 mai 1845 (Ordonnance)        |
| Breuilpont                  | Lorey                                                      | fusion | 8 mai 1845 (Ordonnance)                             | 8 mai 1845 (Ordonnance)        |
| Breuilpont                  | Saint-Chéron                                               | fusion | 8 mai 1845 (Ordonnance)                             | 8 mai 1845 (Ordonnance)        |
| Broglie                     | Broglie                                                    | fusion | 8 mai 1845 (Ordonnance)                             | 8 mai 1845 (Ordonnance)        |
| Broglie                     | Saint-Vincent-la-Rivière                                   | fusion | 8 mai 1845 (Ordonnance)                             | 8 mai 1845 (Ordonnance)        |
| Caillouet-Orgeville         | Caillouet                                                  | fusion | 8 mai 1845 (Ordonnance)                             | 8 mai 1845 (Ordonnance)        |
| Caillouet-Orgeville         | Orgeville (canton de Pacy)                                 | fusion | 8 mai 1845 (Ordonnance)                             | 8 mai 1845 (Ordonnance)        |
| Champigny-la-Futelaye       | Champigny                                                  | fusion | 8 mai 1845 (Ordonnance)                             | 8 mai 1845 (Ordonnance)        |
| Champigny-la-Futelaye       | La Futelaye                                                | fusion | 8 mai 1845 (Ordonnance)                             | 8 mai 1845 (Ordonnance)        |
| La Chapelle-Gauthier        | La Chapelle-Gauthier                                       | fusion | 8 mai 1845 (Ordonnance)                             | 8 mai 1845 (Ordonnance)        |
| La Chapelle-Gauthier        | Saint-Laurent-des-Grès                                     | fusion | 8 mai 1845 (Ordonnance)                             | 8 mai 1845 (Ordonnance)        |
| Manthelon                   | Manthelon                                                  | fusion | 8 mai 1845 (Ordonnance)                             | 8 mai 1845 (Ordonnance)        |
| Manthelon                   | Nuisement                                                  | fusion | 8 mai 1845 (Ordonnance)                             | 8 mai 1845 (Ordonnance)        |
| Le Vieil-Évreux             | Le Vieil-Évreux                                            | fusion | 8 mai 1845 (Ordonnance)                             | 8 mai 1845 (Ordonnance)        |
| Le Vieil-Évreux             | Saint-Aubin-du-Vieil-Évreux                                | fusion | 8 mai 1845 (Ordonnance)                             | 8 mai 1845 (Ordonnance)        |
| Bois-Anzeray                | Bois-Anzeray                                               | fusion | 25 mars 1845 (Ordonnance)                           | 25 mars 1845 (Ordonnance)      |
| Bois-Anzeray                | Marnières                                                  | fusion | 25 mars 1845 (Ordonnance)                           | 25 mars 1845 (Ordonnance)      |
| Fontaine-l'Abbé             | Fontaine-l'Abbé                                            | fusion | 25 mars 1845 (Ordonnance)                           | 25 mars 1845 (Ordonnance)      |
| Fontaine-l'Abbé             | Camfleur-Courcelles                                        | fusion | 25 mars 1845 (Ordonnance)                           | 25 mars 1845 (Ordonnance)      |
| Jonquerets-de-Livet         | Les Jonquerets                                             | fusion | 25 mars 1845 (Ordonnance)                           | 25 mars 1845 (Ordonnance)      |
| Jonquerets-de-Livet         | Livet-en-Ouche                                             | fusion | 25 mars 1845 (Ordonnance)                           | 25 mars 1845 (Ordonnance)      |
| Landepéreuse                | Landepéreuse                                               | fusion | 25 mars 1845 (Ordonnance)                           | 25 mars 1845 (Ordonnance)      |
| Landepéreuse                | Tilleul-en-Ouche                                           | fusion | 25 mars 1845 (Ordonnance)                           | 25 mars 1845 (Ordonnance)      |
| La Roussière                | La Roussière                                               | fusion | 25 mars 1845 (Ordonnance)                           | 25 mars 1845 (Ordonnance)      |
| La Roussière                | Le Val-du-Theil                                            | fusion | 25 mars 1845 (Ordonnance)                           | 25 mars 1845 (Ordonnance)      |
| Saint-Sébastien-de-Morsent  | Saint-Sébastien-du-Bois-Gencelin                           | fusion | 30 décembre 1844 (Ordonnance)                       | 30 décembre 1844 (Ordonnance)  |
| Saint-Sébastien-de-Morsent  | Saint-Jean-de-Morsent                                      | fusion | 30 décembre 1844 (Ordonnance)                       | 30 décembre 1844 (Ordonnance)  |
| Verneuil-sur-Avre           | Verneuil-sur-Avre                                          | fusion | 30 décembre 1844 (Ordonnance)                       | 30 décembre 1844 (Ordonnance)  |
| Verneuil-sur-Avre           | Gauville                                                   | fusion | 30 décembre 1844 (Ordonnance)                       | 30 décembre 1844 (Ordonnance)  |
| Villiers-en-Désœuvre        | Villiers-en-Désœuvre                                       | fusion | 30 décembre 1844 (Ordonnance)                       | 30 décembre 1844 (Ordonnance)  |
| Villiers-en-Désœuvre        | Chanu                                                      | fusion | 30 décembre 1844 (Ordonnance)                       | 30 décembre 1844 (Ordonnance)  |
| Villiers-en-Désœuvre        | Heurgeville                                                | fusion | 30 décembre 1844 (Ordonnance)                       | 30 décembre 1844 (Ordonnance)  |
| Berville-en-Roumois         | Berville-en-Roumois                                        | fusion | 10 septembre 1844 (Ordonnance)                      | 10 septembre 1844 (Ordonnance) |
| Berville-en-Roumois         | Angoville                                                  | fusion | 10 septembre 1844 (Ordonnance)                      | 10 septembre 1844 (Ordonnance) |
| Berville-en-Roumois         | Basville                                                   | fusion | 10 septembre 1844 (Ordonnance)                      | 10 septembre 1844 (Ordonnance) |
| La Chapelle-Réanville       | La Chapelle-Génevray                                       | fusion | 10 septembre 1844 (Ordonnance)                      | 10 septembre 1844 (Ordonnance) |
| La Chapelle-Réanville       | Réanville                                                  | fusion | 10 septembre 1844 (Ordonnance)                      | 10 septembre 1844 (Ordonnance) |
| Fresne-Cauverville          | Notre-Dame-du-Fresne                                       | fusion | 10 septembre 1844 (Ordonnance)                      | 10 septembre 1844 (Ordonnance) |
| Fresne-Cauverville          | Cauverville-en-Lieuvin                                     | fusion | 10 septembre 1844 (Ordonnance)                      | 10 septembre 1844 (Ordonnance) |
| Graveron-Sémerville         | Graveron                                                   | fusion | 10 septembre 1844 (Ordonnance)                      | 10 septembre 1844 (Ordonnance) |
| Graveron-Sémerville         | Saint-Melain-de-Sémerville                                 | fusion | 10 septembre 1844 (Ordonnance)                      | 10 septembre 1844 (Ordonnance) |
| La Haye-Saint-Sylvestre     | La Haye-Saint-Sylvestre                                    | fusion | 10 septembre 1844 (Ordonnance)                      | 10 septembre 1844 (Ordonnance) |
| La Haye-Saint-Sylvestre     | Bois-Nouvel                                                | fusion | 10 septembre 1844 (Ordonnance)                      | 10 septembre 1844 (Ordonnance) |
| Juignettes                  | Juignettes                                                 | fusion | 10 septembre 1844 (Ordonnance)                      | 10 septembre 1844 (Ordonnance) |
| Juignettes                  | La Selle                                                   | fusion | 10 septembre 1844 (Ordonnance)                      | 10 septembre 1844 (Ordonnance) |
| Saint-Samson-de-la-Roque    | Saint-Samson-sur-Risle                                     | fusion | 10 septembre 1844 (Ordonnance)                      | 10 septembre 1844 (Ordonnance) |
| Saint-Samson-de-la-Roque    | La Rocque-sur-Risle                                        | fusion | 10 septembre 1844 (Ordonnance)                      | 10 septembre 1844 (Ordonnance) |
| Criquebeuf-la-Campagne      | Criquebeuf-la-Campagne                                     | fusion | 5 août 1844 (Loi)                                   | 5 août 1844 (Loi)              |
| Criquebeuf-la-Campagne      | Limbeuf                                                    | fusion | 5 août 1844 (Loi)                                   | 5 août 1844 (Loi)              |
| Bernienville                | Bernienville                                               | fusion | 25 juin 1844 (Ordonnance)                           | 25 juin 1844 (Ordonnance)      |
| Bernienville                | Pithienville                                               | fusion | 25 juin 1844 (Ordonnance)                           | 25 juin 1844 (Ordonnance)      |
| Bois-Jérôme-Saint-Ouen      | Bois-Jérôme                                                | fusion | 25 juin 1844 (Ordonnance)                           | 25 juin 1844 (Ordonnance)      |
| Bois-Jérôme-Saint-Ouen      | La Chapelle-Saint-Ouen                                     | fusion | 25 juin 1844 (Ordonnance)                           | 25 juin 1844 (Ordonnance)      |
| Bonneville-Aptot            | Bonneville-sur-le-Bec                                      | fusion | 25 juin 1844 (Ordonnance)                           | 25 juin 1844 (Ordonnance)      |
| Bonneville-Aptot            | Appetot                                                    | fusion | 25 juin 1844 (Ordonnance)                           | 25 juin 1844 (Ordonnance)      |
| Fatouville-Grestain         | Fatouville                                                 | fusion | 25 juin 1844 (Ordonnance)                           | 25 juin 1844 (Ordonnance)      |
| Fatouville-Grestain         | Carbec-Grestain                                            | fusion | 25 juin 1844 (Ordonnance)                           | 25 juin 1844 (Ordonnance)      |
| Fiquefleur-Équainville      | Fiquefleur                                                 | fusion | 25 juin 1844 (Ordonnance)                           | 25 juin 1844 (Ordonnance)      |
| Fiquefleur-Équainville      | Équainville                                                | fusion | 25 juin 1844 (Ordonnance)                           | 25 juin 1844 (Ordonnance)      |
| Les Préaux                  | Notre-Dame-de-Préaux                                       | fusion | 25 juin 1844 (Ordonnance)                           | 25 juin 1844 (Ordonnance)      |
| Les Préaux                  | Saint-Michel-de-Préaux                                     | fusion | 25 juin 1844 (Ordonnance)                           | 25 juin 1844 (Ordonnance)      |
| Vitot                       | Vitot                                                      | fusion | 25 juin 1844 (Ordonnance)                           | 25 juin 1844 (Ordonnance)      |
| Vitot                       | Vitotel                                                    | fusion | 25 juin 1844 (Ordonnance)                           | 25 juin 1844 (Ordonnance)      |
| Bosguérard-de-Marcouville   | Saint-Denis-du-Boscguérard                                 | fusion | 25 mai 1844 (Ordonnance)                            | 25 mai 1844 (Ordonnance)       |
| Bosguérard-de-Marcouville   | Marcouville-en-Roumois                                     | fusion | 25 mai 1844 (Ordonnance)                            | 25 mai 1844 (Ordonnance)       |
| La Couture-Boussey          | La Couture                                                 | fusion | 25 mai 1844 (Ordonnance)                            | 25 mai 1844 (Ordonnance)       |
| La Couture-Boussey          | Boussey                                                    | fusion | 25 mai 1844 (Ordonnance)                            | 25 mai 1844 (Ordonnance)       |
| Grossœuvre                  | Grossœuvre                                                 | fusion | 25 mai 1844 (Ordonnance)                            | 25 mai 1844 (Ordonnance)       |
| Grossœuvre                  | Cissey                                                     | fusion | 25 mai 1844 (Ordonnance)                            | 25 mai 1844 (Ordonnance)       |
| Thomer-la-Sôgne             | Thomer                                                     | fusion | 25 mai 1844 (Ordonnance)                            | 25 mai 1844 (Ordonnance)       |
| Thomer-la-Sôgne             | La Sôgne                                                   | fusion | 25 mai 1844 (Ordonnance)                            | 25 mai 1844 (Ordonnance)       |
| Quatremare                  | Quatremare                                                 | fusion | 16 avril 1844 (Ordonnance)                          | 16 avril 1844 (Ordonnance)     |
| Quatremare                  | Damneville                                                 | fusion | 16 avril 1844 (Ordonnance)                          | 16 avril 1844 (Ordonnance)     |
| Sainte-Marie-de-Vatimesnil  | Sainte-Marie-des-Champs                                    | fusion | 1844                                                | 1844                           |
| Sainte-Marie-de-Vatimesnil  | Vatimesnil                                                 | fusion | 1844                                                | 1844                           |
| Fourmetot                   | Fourmetot                                                  | fusion | 22 juillet 1843 (Loi)                               | 22 juillet 1843 (Loi)          |
| Fourmetot                   | Lilletot                                                   | fusion | 22 juillet 1843 (Loi)                               | 22 juillet 1843 (Loi)          |
| Écouis                      | Écouis                                                     | fusion | 27 juin 1843 (Loi)                                  | 27 juin 1843 (Loi)             |
| Écouis                      | Villerets                                                  | fusion | 27 juin 1843 (Loi)                                  | 27 juin 1843 (Loi)             |
| Le Plessis-Hébert           | Le Plessis-Hébert                                          | fusion | 25 juin 1843 (Ordonnance)                           | 25 juin 1843 (Ordonnance)      |
| Le Plessis-Hébert           | Bosc-Roger-sur-Eure                                        | fusion | 25 juin 1843 (Ordonnance)                           | 25 juin 1843 (Ordonnance)      |
| Le Plessis-Hébert           | La Neuville-des-Vaux                                       | fusion | 25 juin 1843 (Ordonnance)                           | 25 juin 1843 (Ordonnance)      |
| Richeville                  | Richeville                                                 | fusion | 25 juin 1843 (Ordonnance)                           | 25 juin 1843 (Ordonnance)      |
| Richeville                  | Flumesnil                                                  | fusion | 25 juin 1843 (Ordonnance)                           | 25 juin 1843 (Ordonnance)      |
| Piseux                      | Piseux                                                     | fusion | 25 mai 1843 (Ordonnance)                            | 25 mai 1843 (Ordonnance)       |
| Piseux                      | Charnelles                                                 | fusion | 25 mai 1843 (Ordonnance)                            | 25 mai 1843 (Ordonnance)       |
| Piseux                      | Grosbois                                                   | fusion | 25 mai 1843 (Ordonnance)                            | 25 mai 1843 (Ordonnance)       |
| Piseux                      | Longuelune                                                 | fusion | 25 mai 1843 (Ordonnance)                            | 25 mai 1843 (Ordonnance)       |
| Verneusses                  | Verneusses                                                 | fusion | 25 mai 1843 (Ordonnance)                            | 25 mai 1843 (Ordonnance)       |
| Verneusses                  | Les Essards (canton de Broglie)                            | fusion | 25 mai 1843 (Ordonnance)                            | 25 mai 1843 (Ordonnance)       |
| Chambord                    | Chambord                                                   | fusion | 11 décembre 1842 (Ordonnance)                       | 11 décembre 1842 (Ordonnance)  |
| Chambord                    | Bois-Maillard                                              | fusion | 11 décembre 1842 (Ordonnance)                       | 11 décembre 1842 (Ordonnance)  |
| Chambord                    | Bois-Penthou                                               | fusion | 11 décembre 1842 (Ordonnance)                       | 11 décembre 1842 (Ordonnance)  |
| Bus-Saint-Rémy              | Bus-Saint-Rémy                                             | fusion | 16 octobre 1842 (Ordonnance)                        | 16 octobre 1842 (Ordonnance)   |
| Bus-Saint-Rémy              | Baudemont                                                  | fusion | 16 octobre 1842 (Ordonnance)                        | 16 octobre 1842 (Ordonnance)   |
| Écos                        | Écos                                                       | fusion | 16 octobre 1842 (Ordonnance)                        | 16 octobre 1842 (Ordonnance)   |
| Écos                        | Valcorbon                                                  | fusion | 16 octobre 1842 (Ordonnance)                        | 16 octobre 1842 (Ordonnance)   |
| Fourges                     | Fourges                                                    | fusion | 16 octobre 1842 (Ordonnance)                        | 16 octobre 1842 (Ordonnance)   |
| Fourges                     | Bosc-Roger-sous-Barquet                                    | fusion | 16 octobre 1842 (Ordonnance)                        | 16 octobre 1842 (Ordonnance)   |
| La Trinité-de-Réville       | La Trinité-du-Mesnil-Josselin                              | fusion | 16 octobre 1842 (Ordonnance)                        | 16 octobre 1842 (Ordonnance)   |
| La Trinité-de-Réville       | Réville                                                    | fusion | 16 octobre 1842 (Ordonnance)                        | 16 octobre 1842 (Ordonnance)   |
| Farceaux                    | Farceaux                                                   | fusion | 20 juin 1842 (Ordonnance)                           | 20 juin 1842 (Ordonnance)      |
| Farceaux                    | Lalonde                                                    | fusion | 20 juin 1842 (Ordonnance)                           | 20 juin 1842 (Ordonnance)      |
| Farceaux                    | Neuville-sous-Farceaux                                     | fusion | 20 juin 1842 (Ordonnance)                           | 20 juin 1842 (Ordonnance)      |
| Harquency                   | Harquency                                                  | fusion | 20 juin 1842 (Ordonnance)                           | 20 juin 1842 (Ordonnance)      |
| Harquency                   | Travailles                                                 | fusion | 20 juin 1842 (Ordonnance)                           | 20 juin 1842 (Ordonnance)      |
| Houville                    | Houville                                                   | fusion | 20 juin 1842 (Ordonnance)                           | 20 juin 1842 (Ordonnance)      |
| Houville                    | Marcouville                                                | fusion | 20 juin 1842 (Ordonnance)                           | 20 juin 1842 (Ordonnance)      |
| Ormes                       | Ormes                                                      | fusion | 4 juin 1842 (Loi)                                   | 4 juin 1842 (Loi)              |
| Ormes                       | Bois-Normand-la-Campagne                                   | fusion | 4 juin 1842 (Loi)                                   | 4 juin 1842 (Loi)              |
| Ormes                       | La Gouberge                                                | fusion | 4 juin 1842 (Loi)                                   | 4 juin 1842 (Loi)              |
| Berthenonville              | Berthenonville                                             | fusion | 18 avril 1842 (Ordonnance)                          | 18 avril 1842 (Ordonnance)     |
| Berthenonville              | Molincourt                                                 | fusion | 18 avril 1842 (Ordonnance)                          | 18 avril 1842 (Ordonnance)     |
| Collandres                  | Collandres                                                 | fusion | 2 mars 1837 (Ordonnance)                            | 2 mars 1837 (Ordonnance)       |
| Collandres                  | Quincarnon                                                 | fusion | 2 mars 1837 (Ordonnance)                            | 2 mars 1837 (Ordonnance)       |
| Lignerolles                 | Lignerolles                                                | fusion | 2 mars 1837 (Ordonnance)                            | 2 mars 1837 (Ordonnance)       |
| Lignerolles                 | Gratheuil                                                  | fusion | 2 mars 1837 (Ordonnance)                            | 2 mars 1837 (Ordonnance)       |
| Chaise-Dieu-du-Theil        | Chaise-Dieu                                                | fusion | 4 mars 1836 (Ordonnance)                            | 4 mars 1836 (Ordonnance)       |
| Chaise-Dieu-du-Theil        | Le Theil                                                   | fusion | 4 mars 1836 (Ordonnance)                            | 4 mars 1836 (Ordonnance)       |
| Pont-Audemer                | Pont-Audemer                                               | fusion | 26 avril 1835 (Ordonnance)                          | 26 avril 1835 (Ordonnance)     |
| Pont-Audemer                | Saint-Agnan (une partie)                                   | fusion | 26 avril 1835 (Ordonnance)                          | 26 avril 1835 (Ordonnance)     |
| Manneville-sur-Risle        | Manneville-sur-Risle                                       | fusion | 26 avril 1835 (Ordonnance)                          | 26 avril 1835 (Ordonnance)     |
| Manneville-sur-Risle        | Saint-Agnan (une partie)                                   | fusion | 26 avril 1835 (Ordonnance)                          | 26 avril 1835 (Ordonnance)     |
| Saint-Mards-de-Blacarville  | Saint-Mards-sur-Risle                                      | fusion | 22 mars 1835 (Ordonnance)                           | 22 mars 1835 (Ordonnance)      |
| Saint-Mards-de-Blacarville  | Blacarville                                                | fusion | 22 mars 1835 (Ordonnance)                           | 22 mars 1835 (Ordonnance)      |
| Saint-Pierre-du-Val         | Saint-Pierre-du-Chastel                                    | fusion | 22 mars 1835 (Ordonnance)                           | 22 mars 1835 (Ordonnance)      |
| Saint-Pierre-du-Val         | Notre-Dame-du-Val                                          | fusion | 22 mars 1835 (Ordonnance)                           | 22 mars 1835 (Ordonnance)      |
| Écouis                      | Écouis                                                     | fusion | 31 juillet 1834 (Ordonnance)                        | 31 juillet 1834 (Ordonnance)   |
| Écouis                      | Mussegros                                                  | fusion | 31 juillet 1834 (Ordonnance)                        | 31 juillet 1834 (Ordonnance)   |
| Le Bec-Hellouin             | Le Bec-Hellouin                                            | fusion | 1828                                                | 1828                           |
| Le Bec-Hellouin             | Saint-Martin-du-Parc                                       | fusion | 1828                                                | 1828                           |
| Brionne                     | Brionne                                                    | fusion | 6 février 1828 (Ordonnance)                         | 6 février 1828 (Ordonnance)    |
| Brionne                     | Valleville                                                 | fusion | 6 février 1828 (Ordonnance)                         | 6 février 1828 (Ordonnance)    |
| Bosrobert                   | Bosrobert                                                  | fusion | 1827                                                | 1827                           |
| Bosrobert                   | Saint-Taurin-des-Ifs                                       | fusion | 1827                                                | 1827                           |
| Le Mesnil-Jourdain          | Le Mesnil-Jourdain                                         | fusion | 6 janvier 1826 (Ordonnance)                         | 6 janvier 1826 (Ordonnance)    |
| Le Mesnil-Jourdain          | Cavoville                                                  | fusion | 6 janvier 1826 (Ordonnance)                         | 6 janvier 1826 (Ordonnance)    |
| Beaumont-le-Roger           | Beaumont-le-Roger                                          | fusion | 1825                                                | 1825                           |
| Beaumont-le-Roger           | Vieilles                                                   | fusion | 1825                                                | 1825                           |
| Saint-Martin-du-Tilleul     | Saint-Martin-le-Vieux                                      | fusion | 23 juin 1822 (Ordonnance)                           | 23 juin 1822 (Ordonnance)      |
| Saint-Martin-du-Tilleul     | Tilleul-Fol-Enfant                                         | fusion | 23 juin 1822 (Ordonnance)                           | 23 juin 1822 (Ordonnance)      |
| Martainville-du-Cormier     | Martainville-près-Pacy                                     | fusion | 24 mars 1819 (Ordonnance)                           | 24 mars 1819 (Ordonnance)      |
| Martainville-du-Cormier     | Le Cormier (canton de Pacy)                                | fusion | 24 mars 1819 (Ordonnance)                           | 24 mars 1819 (Ordonnance)      |
| Chaignes                    | Chaignes                                                   | fusion | 1818                                                | 1818                           |
| Chaignes                    | Chaignolles                                                | fusion | 1818                                                | 1818                           |
| Normanville                 | Normanville                                                | fusion | 9 mai 1811 (Décret)                                 | 9 mai 1811 (Décret)            |
| Normanville                 | Caër                                                       | fusion | 9 mai 1811 (Décret)                                 | 9 mai 1811 (Décret)            |
| Tillières-sur-Avre          | Tillières-sur-Avre                                         | fusion | 9 février 1810 (Décret)                             | 9 février 1810 (Décret)        |
| Tillières-sur-Avre          | Alaincourt                                                 | fusion | 9 février 1810 (Décret)                             | 9 février 1810 (Décret)        |
| Saint-Aubin-du-Vieil-Évreux | Saint-Aubin-du-Vieil-Évreux                                | fusion | 1810,                                               | 1810,                          |
| Saint-Aubin-du-Vieil-Évreux | Le Coudray                                                 | fusion | 1810,                                               | 1810,                          |
| Saint-Aubin-du-Vieil-Évreux | Cracouville                                                | fusion | 1810,                                               | 1810,                          |
| Guerny                      | Guerny                                                     | fusion | 17 février 1809 (Décret)                            | 17 février 1809 (Décret)       |
| Guerny                      | Gisancourt                                                 | fusion | 17 février 1809 (Décret)                            | 17 février 1809 (Décret)       |
| Charleval                   | Charleval                                                  | fusion | 2 février 1809 (Décret)                             | 2 février 1809 (Décret)        |
| Charleval                   | Transières                                                 | fusion | 2 février 1809 (Décret)                             | 2 février 1809 (Décret)        |
| Étrépagny                   | Étrépagny                                                  | fusion | 2 février 1809 (Décret)                             | 2 février 1809 (Décret)        |
| Étrépagny                   | Saint-Martin-au-Bosc                                       | fusion | 2 février 1809 (Décret)                             | 2 février 1809 (Décret)        |
| Orvaux                      | Orvaux                                                     | fusion | 15 janvier 1809 (Décret)                            | 15 janvier 1809 (Décret)       |
| Orvaux                      | Le Boshion                                                 | fusion | 15 janvier 1809 (Décret)                            | 15 janvier 1809 (Décret)       |
| Douains                     | Douains                                                    | fusion | 15 janvier 1809 (Décret)                            | 15 janvier 1809 (Décret)       |
| Douains                     | Boisset-Hennequin (réuni à Saint-Vincent-des-Bois en 1865) | fusion | 15 janvier 1809 (Décret)                            | 15 janvier 1809 (Décret)       |
| Douains                     | Brécourt                                                   | fusion | 15 janvier 1809 (Décret)                            | 15 janvier 1809 (Décret)       |
| Senneville                  | Senneville                                                 | fusion | 1809                                                | 1809                           |
| Senneville                  | Orgeville-en-Vexin (réuni à Flipou en 1854)                | fusion | 1809                                                | 1809                           |
| Ferrières-Haut-Clocher      | Ferrières-Haut-Clocher                                     | fusion | 22 décembre 1808 (Décret)                           | 22 décembre 1808 (Décret)      |
| Ferrières-Haut-Clocher      | Oissel-le-Noble                                            | fusion | 22 décembre 1808 (Décret)                           | 22 décembre 1808 (Décret)      |
| Gournay-le-Guérin           | Gournay-le-Guérin                                          | fusion | 21 décembre 1808 (Décret)                           | 21 décembre 1808 (Décret)      |
| Gournay-le-Guérin           | Petiteville                                                | fusion | 21 décembre 1808 (Décret)                           | 21 décembre 1808 (Décret)      |
| Guichainville               | Guichainville                                              | fusion | 5 octobre 1808 (Décret)                             | 5 octobre 1808 (Décret)        |
| Guichainville               | Bérou                                                      | fusion | 5 octobre 1808 (Décret)                             | 5 octobre 1808 (Décret)        |
| Guichainville               | Melleville                                                 | fusion | 5 octobre 1808 (Décret)                             | 5 octobre 1808 (Décret)        |
| Louversey                   | Louversey                                                  | fusion | 5 octobre 1808 (Décret)                             | 5 octobre 1808 (Décret)        |
| Louversey                   | Le Mesnil-Vicomte                                          | fusion | 5 octobre 1808 (Décret)                             | 5 octobre 1808 (Décret)        |
| Caugé                       | Caugé                                                      | fusion | 5 octobre 1808 (Décret)                             | 5 octobre 1808 (Décret)        |
| Caugé                       | Branville                                                  | fusion | 5 octobre 1808 (Décret)                             | 5 octobre 1808 (Décret)        |
| Cahaignes                   | Cahaignes                                                  | fusion | 28 août 1808 (Décret)                               | 28 août 1808 (Décret)          |
| Cahaignes                   | Requiécourt                                                | fusion | 28 août 1808 (Décret)                               | 28 août 1808 (Décret)          |
| Mézières                    | Mézières                                                   | fusion | 28 août 1808 (Décret)                               | 28 août 1808 (Décret)          |
| Mézières                    | Surcy                                                      | fusion | 28 août 1808 (Décret)                               | 28 août 1808 (Décret)          |
| Le Val-David                | Le Val-David                                               | fusion | 23 août 1808 (Décret)                               | 23 août 1808 (Décret)          |
| Le Val-David                | Berniencourt                                               | fusion | 23 août 1808 (Décret)                               | 23 août 1808 (Décret)          |
| Hacqueville                 | Hacqueville                                                | fusion | 19 août 1808 (Décret)                               | 19 août 1808 (Décret)          |
| Hacqueville                 | Douxmesnil                                                 | fusion | 19 août 1808 (Décret)                               | 19 août 1808 (Décret)          |
| Damville                    | Damville                                                   | fusion | 2 février 1808 (Décret)                             | 2 février 1808 (Décret)        |
| Damville                    | Mousseaux (canton de Damville)                             | fusion | 2 février 1808 (Décret)                             | 2 février 1808 (Décret)        |
| Bérengeville-la-Campagne    | Bérengeville-la-Campagne                                   | fusion | 22 janvier 1808 (Décret)                            | 22 janvier 1808 (Décret)       |
| Bérengeville-la-Campagne    | Le Mesnil-Péan                                             | fusion | 22 janvier 1808 (Décret)                            | 22 janvier 1808 (Décret)       |
| Bazincourt                  | Bazincourt                                                 | fusion | 1808                                                | 1808                           |
| Bazincourt                  | Tierceville                                                | fusion | 1808                                                | 1808                           |
| Bois-Anzeray                | Bois-Anzeray                                               | fusion | 1808                                                | 1808                           |
| Bois-Anzeray                | Cernay                                                     | fusion | 1808                                                | 1808                           |
| Dampsmesnil                 | Dampsmesnil                                                | fusion | 1808                                                | 1808                           |
| Dampsmesnil                 | Aveny                                                      | fusion | 1808                                                | 1808                           |
| Émanville                   | Émanville                                                  | fusion | 1808                                                | 1808                           |
| Émanville                   | Saint-Léger-la-Campagne                                    | fusion | 1808                                                | 1808                           |
| Glisolles                   | Glisolles                                                  | fusion | 1808                                                | 1808                           |
| Glisolles                   | Grenieuseville                                             | fusion | 1808                                                | 1808                           |
| Renneville                  | Renneville                                                 | fusion | 1808                                                | 1808                           |
| Renneville                  | Canteloup-le-Bocage                                        | fusion | 1808                                                | 1808                           |
| Tilly                       | Tilly                                                      | fusion | 28 août 1806 (Décret)                               | 28 août 1806 (Décret)          |
| Tilly                       | Corbie                                                     | fusion | 28 août 1806 (Décret)                               | 28 août 1806 (Décret)          |
| Champigny                   | Champigny                                                  | fusion | 1805                                                | 1805                           |
| Champigny                   | Osmoy                                                      | fusion | 1805                                                | 1805                           |
| Vernon                      | Vernon                                                     | fusion | 1804-1805                                           | 1804-1805                      |
| Vernon                      | Vernonnet                                                  | fusion | 1804-1805                                           | 1804-1805                      |
| Saint-André                 | Saint-André                                                | fusion | 1802,                                               | 1802,                          |
| Saint-André                 | Bastigny                                                   | fusion | 1802,                                               | 1802,                          |
| Saint-André                 | Saint-Georges-des-Champs                                   | fusion | 1802,                                               | 1802,                          |
| Ajou                        | Ajou                                                       | fusion | 1795-1800                                           | 1795-1800                      |
| Ajou                        | Mancelles                                                  | fusion | 1795-1800                                           | 1795-1800                      |
| Ajou                        | Saint-Aubin-sur-Risle                                      | fusion | 1795-1800                                           | 1795-1800                      |
| Ajou                        | Saint-Jacques-de-la-Barre                                  | fusion | 1795-1800                                           | 1795-1800                      |
| Les Andelys                 | Le Grand-Andely                                            | fusion | 1795-1800                                           | 1795-1800                      |
| Les Andelys                 | Le Petit-Andely                                            | fusion | 1795-1800                                           | 1795-1800                      |
| Barquet                     | Barquet                                                    | fusion | 1795-1800                                           | 1795-1800                      |
| Barquet                     | Les Authieux                                               | fusion | 1795-1800                                           | 1795-1800                      |
| Barquet                     | Boscroger (canton de Beaumont)                             | fusion | 1795-1800                                           | 1795-1800                      |
| Barquet                     | La Vacherie                                                | fusion | 1795-1800                                           | 1795-1800                      |
| La Barre-en-Ouche           | La Barre-en-Ouche                                          | fusion | 1795-1800                                           | 1795-1800                      |
| La Barre-en-Ouche           | Boisbaril                                                  | fusion | 1795-1800                                           | 1795-1800                      |
| La Barre-en-Ouche           | La Noë-de-la-Barre                                         | fusion | 1795-1800                                           | 1795-1800                      |
| Beaumesnil                  | Beaumesnil                                                 | fusion | 1795-1800                                           | 1795-1800                      |
| Beaumesnil                  | Saint-Lambert                                              | fusion | 1795-1800                                           | 1795-1800                      |
| Beaumont-le-Roger           | Beaumont-le-Roger                                          | fusion | 1795-1800                                           | 1795-1800                      |
| Beaumont-le-Roger           | Saint-Aubin-de-Barq                                        | fusion | 1795-1800                                           | 1795-1800                      |
| Beaumont-le-Roger           | Saint-Léonard-de-Beaumont                                  | fusion | 1795-1800                                           | 1795-1800                      |
| Bernay                      | Bernay                                                     | fusion | 1795-1800                                           | 1795-1800                      |
| Bernay                      | Bouffey                                                    | fusion | 1795-1800                                           | 1795-1800                      |
| Bernay                      | Carantonne                                                 | fusion | 1795-1800                                           | 1795-1800                      |
| Courcelles-Camfleur         | Courcelles                                                 | fusion | 1795-1800                                           | 1795-1800                      |
| Courcelles-Camfleur         | Camfleur                                                   | fusion | 1795-1800                                           | 1795-1800                      |
| Épinay                      | Épinay                                                     | fusion | 1795-1800                                           | 1795-1800                      |
| Épinay                      | Brezey                                                     | fusion | 1795-1800                                           | 1795-1800                      |
| Épinay                      | Longessard                                                 | fusion | 1795-1800                                           | 1795-1800                      |
| Épinay                      | Montpinchon                                                | fusion | 1795-1800                                           | 1795-1800                      |
| Gisay-la-Coudre             | Gisay-la-Coudre                                            | fusion | 1795-1800                                           | 1795-1800                      |
| Gisay-la-Coudre             | Boscrobert                                                 | fusion | 1795-1800                                           | 1795-1800                      |
| Gisay-la-Coudre             | Boscroger (canton de La Barre)                             | fusion | 1795-1800                                           | 1795-1800                      |
| Gisay-la-Coudre             | Saint-Ouen-de-Maucelle                                     | fusion | 1795-1800                                           | 1795-1800                      |
| Harcourt                    | Harcourt                                                   | fusion | 1795-1800                                           | 1795-1800                      |
| Harcourt                    | Chrétienville                                              | fusion | 1795-1800                                           | 1795-1800                      |
| Le Noyer-en-Ouche           | Le Noyer-en-Ouche                                          | fusion | 1795-1800                                           | 1795-1800                      |
| Le Noyer-en-Ouche           | Châtel-la-Lune                                             | fusion | 1795-1800                                           | 1795-1800                      |
| Le Noyer-en-Ouche           | Châtellier-Saint-Pierre                                    | fusion | 1795-1800                                           | 1795-1800                      |
| Plessis-Mahiet              | Plessis-Mahiet                                             | fusion | 1795-1800                                           | 1795-1800                      |
| Plessis-Mahiet              | La Huanière                                                | fusion | 1795-1800                                           | 1795-1800                      |
| Plessis-Mahiet              | Saint-Léger-le-Gautier                                     | fusion | 1795-1800                                           | 1795-1800                      |
| Thibouville                 | Thibouville                                                | fusion | 1795-1800                                           | 1795-1800                      |
| Thibouville                 | La Cambe                                                   | fusion | 1795-1800                                           | 1795-1800                      |
| Bosc-Renoult-en-Ouche       | Bosc-Renoult-en-Ouche                                      | fusion | 1790-1794                                           | 1790-1794                      |
| Bosc-Renoult-en-Ouche       | Rubremont                                                  | fusion | 1790-1794                                           | 1790-1794                      |
| Écos                        | Écos                                                       | fusion | 1790-1794                                           | 1790-1794                      |
| Écos                        | Bienval                                                    | fusion | 1790-1794                                           | 1790-1794                      |

## Créations
| Nom de la commune créée   | Commune affectée         | Mode de création                | Date (et nature) de la décision | Date d'effet      |
| ------------------------- | ------------------------ | ------------------------------- | ------------------------------- | ----------------- |
| Ensemble Urbain Vaudreuil | Incarville               | Démembrement                    | 25 septembre 1981 (Loi)         | 28 septembre 1981 |
| Ensemble Urbain Vaudreuil | Léry                     | Démembrement                    | 25 septembre 1981 (Loi)         | 28 septembre 1981 |
| Ensemble Urbain Vaudreuil | Porte-Joie               | Démembrement                    | 25 septembre 1981 (Loi)         | 28 septembre 1981 |
| Ensemble Urbain Vaudreuil | Poses                    | Démembrement                    | 25 septembre 1981 (Loi)         | 28 septembre 1981 |
| Ensemble Urbain Vaudreuil | Saint-Étienne-du-Vauvray | Démembrement                    | 25 septembre 1981 (Loi)         | 28 septembre 1981 |
| Ensemble Urbain Vaudreuil | Saint-Pierre-du-Vauvray  | Démembrement                    | 25 septembre 1981 (Loi)         | 28 septembre 1981 |
| Ensemble Urbain Vaudreuil | Tournedos-sur-Seine      | Démembrement                    | 25 septembre 1981 (Loi)         | 28 septembre 1981 |
| Ensemble Urbain Vaudreuil | Le Vaudreuil             | Démembrement                    | 25 septembre 1981 (Loi)         | 28 septembre 1981 |
| Bretagnolles              | La Boissière             | Démembrements (rétablissements) | 25 octobre 1947 (Arrêté)        | 19 décembre 1947  |
| Serez                     | La Boissière             | Démembrements (rétablissements) | 25 octobre 1947 (Arrêté)        | 19 décembre 1947  |

## Modifications de nom officiel
| Ancien nom                         | Nouveau nom                   | Date (et nature) de la décision |
| ---------------------------------- | ----------------------------- | ------------------------------- |
| Rougemontiers                      | Rougemontier                  | 8 janvier 2025 (Décret)         |
| Fontenay                           | Fontenay-en-Vexin             | 16 novembre 2015 (Décret)       |
| Grandchain                         | Granchain                     | 3 octobre 2008 (Décret)         |
| Saint-Sulpice-de-Graimbouville     | Saint-Sulpice-de-Grimbouville | 14 mars 1991 (Décret)           |
| Ville nouvelle du Vaudreuil        | Val-de-Reuil                  | 13 novembre 1984 (Décret)       |
| Nojeon-le-Sec                      | Nojeon-en-Vexin               | 23 avril 1976 (Décret)          |
| Chauvincourt                       | Chauvincourt-Provemont        | 26 décembre 1974 (Décret)       |
| Morainville-près-Lieurey           | Morainville-Jouveaux          | 25 novembre 1970 (Décret)       |
| Doudeauville                       | Doudeauville-en-Vexin         | 9 avril 1970 (Décret)           |
| Sainte-Colombe-la-Campagne         | Sainte-Colombe-la-Commanderie | 26 décembre 1968 (Décret)       |
| Neaufles-sur-Risle                 | Neaufles-Auvergny             | 23 novembre 1967 (Décret)       |
| La Bonneville                      | La Bonneville-sur-Iton        | 14 mars 1967 (Décret)           |
| Fours                              | Fours-en-Vexin                | 21 décembre 1961 (Décret)       |
| Le Tremblay                        | Le Tremblay-Omonville         | 15 juillet 1953 (Décret)        |
| Bazincourt                         | Bazincourt-sur-Epte           | 16 mars 1950 (Décret)           |
| Garennes                           | Garennes-sur-Eure             | 22 septembre 1948 (Décret)      |
| Bernières                          | Bernières-sur-Seine           | 28 mai 1946 (Décret)            |
| Beauficel                          | Beauficel-en-Lyons            | 24 avril 1944 (Décret)          |
| Houville                           | Houville-en-Vexin             | 24 avril 1944 (Décret)          |
| Flancourt                          | Flancourt-Catelon             | 21 juillet 1937 (Décret)        |
| Mézières                           | Mézières-en-Vexin             | 21 juillet 1937 (Décret)        |
| Armentières                        | Armentières-sur-Avre          | 9 juin 1937 (Décret)            |
| Breux                              | Breux-sur-Avre                | 21 mars 1936 (Décret)           |
| Hardencourt                        | Hardencourt-Cocherel          | 10 mars 1936 (Décret)           |
| Croisy                             | Croisy-sur-Eure               | 28 septembre 1935 (Décret)      |
| Rosay                              | Rosay-sur-Lieure              | 28 septembre 1935 (Décret)      |
| Aulnay                             | Aulnay-sur-Iton               | 15 novembre 1932 (Décret)       |
| Ézy                                | Ézy-sur-Eure                  | 15 novembre 1932 (Décret)       |
| Gamaches                           | Gamaches-en-Vexin             | 15 novembre 1932 (Décret)       |
| Grosley                            | Grosley-sur-Risle             | 20 février 1932 (Décret)        |
| Arnières                           | Arnières-sur-Iton             | 15 mars 1930 (Décret)           |
| Saussay-la-Vache                   | Saussay-la-Campagne           | 2 mars 1926 (Décret)            |
| Saint-Pierre-des-Cercueils         | Saint-Pierre-des-Fleurs       | 29 novembre 1924 (Décret)       |
| Collandres                         | Collandres-Quincarnon         | 12 mars 1914 (Décret)           |
| Quillebeuf                         | Quillebeuf-sur-Seine          | 14 novembre 1910 (Décret)       |
| Le Bosc-Roger                      | Le Bosc-Roger-en-Roumois      | 19 novembre 1908 (Décret)       |
| Saint-Nicolas-de-Pont-Saint-Pierre | Pont-Saint-Pierre             | 29 décembre 1905 (Décret)       |
| Douville                           | Douville-sur-Andelle          | 21 novembre 1905 (Décret)       |
| Sainte-Opportune-près-Vieux-Port   | Sainte-Opportune-la-Mare      | 24 août 1904 (Décret)           |
| Saint-Georges-sur-Eure             | Saint-Georges-Motel           | 15 novembre 1895 (Décret)       |
| La Barre                           | La Barre-en-Ouche             | 19 décembre 1891 (Décret)       |
| Saint-André                        | Saint-André-de-l'Eure         | 13 septembre 1890 (Décret)      |
| Martainville-du-Cormier            | Le Cormier                    | 29 mars 1862 (Décret)           |
| Saint-Ouen-de-la-Londe             | Saint-Ouen-du-Tilleul         | 12 février 1853 (Décret)        |
| Chambrois                          | Broglie                       | 8 juillet 1814 (Ordonnance)     |

## Modifications des limites communales
Le plus souvent, les modifications des limites communales décidées par arrêtés préfectoraux ne sont pas répertoriées dans le Journal officiel ni dans le Bulletin officiel.
| La commune de ...                        | ... cède du territoire à la commune de ...                | Précisions                                                               | Date (et nature) de la décision           |
| ---------------------------------------- | --------------------------------------------------------- | ------------------------------------------------------------------------ | ----------------------------------------- |
| Val-de-Reuil                             | Léry                                                      | 14 habitants                                                             | 14 septembre 1994 (Arrêté)                |
| Val-de-Reuil                             | Le Vaudreuil                                              | 91 habitants                                                             | 30 septembre 1989 (Arrêté)                |
| Val-de-Reuil                             | Saint-Étienne-du-Vauvray                                  | 5 habitants Superficie de 31 ha 67 a 32 ca                               | 4 août 1989 (Décret)                      |
| Val-de-Reuil                             | Saint-Pierre-du-Vauvray                                   | Superficie de 18 ha 77 a 17 ca                                           | 4 août 1989 (Décret)                      |
| Val-de-Reuil                             | Porte-Joie                                                | 13 habitants                                                             | 17 mars 1989 (Arrêté)                     |
| Léry                                     | Val-de-Reuil                                              | 1 habitant                                                               | 20 février 1987 (Arrêté)                  |
| Val-de-Reuil                             | Poses                                                     | 2 habitants                                                              | 20 février 1987 (Arrêté)                  |
| Freneuse (département de Seine-Maritime) | Criquebeuf-sur-Seine                                      | Superficie de 7 ha et 18 ca                                              | 27 août 1986 (Décret)                     |
| Criquebeuf-sur-Seine                     | Freneuse (département de Seine-Maritime)                  | 69 habitants Superficie de 5 ha 64 a 93 ca                               | 27 août 1986 (Décret)                     |
| Vaux-sur-Eure                            | Croisy-sur-Eure                                           | 2 habitants                                                              | 19 juin 1985 (Arrêté)                     |
| Daubeuf-près-Vatteville                  | Connelles                                                 | Superficie de 24 ha 18 a 96 ca                                           | 6 juillet 1978 (Décret)                   |
| Muids                                    | Andé                                                      | 28 habitants                                                             | 26 mai 1972 (Décret)                      |
| Quessigny                                | Saint-André-de-l'Eure                                     | 78 habitants                                                             | 13 juin 1969 (Arrêté),                    |
| Broglie Grandcamp                        | Grandcamp Broglie                                         |                                                                          | 30 janvier 1965 (Arrêté)                  |
| Le Fidelaire                             | La Vieille-Lyre                                           | 8 habitants Superficie de 27 ha 30 a 57 ca                               | 21 septembre 1964 (Décret)                |
| Le Neubourg Crosville-la-Vieille         | Crosville-la-Vieille Le Neubourg                          |                                                                          | 20 décembre 1961 (Arrêté)                 |
| Saint-Germain-Village                    | Pont-Audemer                                              | 16 habitants                                                             | 29 septembre 1961 (Arrêté)                |
| Romilly-sur-Andelle                      | Pont-Saint-Pierre                                         | 2 habitants                                                              | 17 janvier 1961 (Arrêté)                  |
| Bois-Jérôme-Saint-Ouen                   | Vernon                                                    | Lieu-dit Cité de la Madeleine 78 habitants Superficie de 2 ha 85 a 50 ca | 23 février 1960 (Décret)                  |
| Vernon                                   | Bois-Jérôme-Saint-Ouen                                    | Lieu-dit les Couardes Superficie de 2 ha 85 a 50 ca                      | 23 février 1960 (Décret)                  |
| Calleville                               | Brionne                                                   | Lieu-dit le Clos-Hagan Superficie de 9 ha 72 a 15 ca                     | 30 novembre 1955 (Arrêté)                 |
| Brionne                                  | Calleville                                                | Lieu-dit la Quéronnière Superficie de 1 ha 70 a 75 ca                    | 30 novembre 1955 (Arrêté)                 |
| Le Cormier                               | Cierrey                                                   | Hameaux du Bois-Bercher et de Rochefort Superficie de 56 ha              | 4 avril 1953 (Arrêté)                     |
| Saint-Paul-sur-Risle                     | Pont-Audemer                                              | Superficie de 54 a 60 ca                                                 | 28 novembre 1951 (Arrêté)                 |
| Neaufles-sur-Risle                       | La Vieille-Lyre                                           |                                                                          | 27 octobre 1950 (Arrêté)                  |
| Quillebeuf Saint-Aubin-de-Quillebeuf     | Saint-Aubin-de-Quillebeuf Quillebeuf                      |                                                                          | 27 février 1885 (Décret)                  |
| Douains                                  | Saint-Vincent-des-Bois                                    | Section de Boisset-Hennequin                                             | 17 juillet 1865 (Loi)                     |
| Fouqueville                              | Amfreville                                                |                                                                          | 14 juin 1859 (Loi)                        |
| Le Troncq                                | Amfreville                                                |                                                                          | 14 juin 1859 (Loi)                        |
| Harcourt                                 | Brionne                                                   | Partie du hameau de Caillouet                                            | 31 janvier 1852 (Décret)                  |
| Fontaine-la-Louvet                       | L'Hôtellerie (département du Calvados)                    |                                                                          | 5 février 1850 (Loi)                      |
| Le Thuit-Anger                           | La Saussaye                                               | Hameau de Canouel                                                        | 17 mai 1846 (Loi)                         |
| Tosny-de-Gaillon                         | Les Andelys                                               | Territoire de l'Île des Trois Rois                                       | 15 juillet 1845 (Loi)                     |
| Saint-Aubin                              | Quillebeuf                                                |                                                                          | 22 juillet 1843 (Loi)                     |
| Le Pin (département du Calvados)         | Saint-Jean-d'Asnières                                     | Hameau d'Asnières                                                        | 22 juillet 1843 (Loi)                     |
| Romilly-sur-Andelle                      | La Neuville-Chant-d'Oisel (département de Seine-Maritime) | Forêt de Longboel                                                        | 13 juin 1841 (Loi)                        |
| Pîtres                                   | La Neuville-Chant-d'Oisel (département de Seine-Maritime) | Forêt de Longboel                                                        | 13 juin 1841 (Loi)                        |
| Bourgtheroulde                           | La Londe (département de Seine-Maritime)                  | Enclave de Saint-Nicolas                                                 | 29 avril 1833 (Loi)                       |
| Bézu-la-Forêt                            | Bezancourt (département de Seine-Maritime)                | Ferme de la Saussaye                                                     | 26 mars 1829 (Loi)                        |
| Bézu-la-Forêt                            | Montroty (département de Seine-Maritime)                  | Ferme de la Haye                                                         | 26 mars 1829 (Loi)                        |
| Gisors Trie (département de l'Oise)      | Trie (département de l'Oise) Gisors                       |                                                                          | 18 juin 1803 (Arrêté) (29 prairial an 11) |

## Communes associées
Liste des communes ayant, ou ayant eu (en italique), à la suite d'une fusion, le statut de commune associée.
| Nom de la commune   | Code INSEE | Fusion-association                     | Fusion-association | Fusion-association       | Fusion-association                       | Transformation de l'association en fusion simple | Transformation de l'association en fusion simple |
| Nom de la commune   | Code INSEE | date de la décision                    | date d'effet       | commune absorbante       | nom de la commune résultant de la fusion | date de la décision                              | date d'effet                                     |
| ------------------- | ---------- | -------------------------------------- | ------------------ | ------------------------ | ---------------------------------------- | ------------------------------------------------ | ------------------------------------------------ |
| Provemont           | 27479      | Arrêté préfectoral du 11 décembre 1972 | 1er janvier 1973   | Chauvincourt             | Chauvincourt-Provemont                   | décret du 26 décembre 1974                       | 1er janvier 1975                                 |
| Boissy-sur-Damville | 27080      | Arrêté préfectoral du 31 décembre 1971 | 1er janvier 1972   | Morainville-sur-Damville | Buis-sur-Damville                        | Arrêté préfectoral du 20 juin 1978               | 1er juillet 1978                                 |
| Créton              | 27186      | Arrêté préfectoral du 31 décembre 1971 | 1er janvier 1972   | Morainville-sur-Damville | Buis-sur-Damville                        | Arrêté préfectoral du 20 juin 1978               | 1er juillet 1978                                 |